# Campionati europei di atletica leggera 1938 - 400 metri ostacoli
I 400 metri ostacoli maschili ai campionati europei di atletica leggera 1938 si sono svolti tra il 3 ed il 4 settembre 1938.

## Podio
| Oro     | Prudent Joye Francia   |
| Argento | József Kovács Ungheria |
| Bronzo  | Kell Areskoug Svezia   |

### Semifinali
Passano alla finale i primi due atleti di ogni batteria (Q).

#### Semifinale 1
| Posizione | Nome          | Nazionalità   | Tempo | Note |
| --------- | ------------- | ------------- | ----- | ---- |
| 1         | Prudent Joye  | Francia       | 53"7  | Q    |
| 2         | Kell Areskoug | Svezia        | 56"1  | Q    |
| 3         | Per Riis      | Norvegia      | 56"5  |      |
| 4         | Jack Barnes   | Gran Bretagna | 57"3  |      |

#### Semifinale 2
| Posizione | Nome              | Nazionalità | Tempo | Note |
| --------- | ----------------- | ----------- | ----- | ---- |
| 1         | Werner Kellerhals | Svizzera    | 54"8  | Q    |
| 2         | Georg Glaw        | Germania    | 55"4  | Q    |
| 3         | Christos Mantikas | Grecia      | 55"5  |      |
| 4         | Jacques André     | Francia     | 58"5  |      |
|           | Jules Bosmans     | Belgio      | dnf   |      |

#### Semifinale 3
| Posizione | Nome                      | Nazionalità | Tempo | Note |
| --------- | ------------------------- | ----------- | ----- | ---- |
| 1         | Friedrich-Wilhelm Holling | Germania    | 54"6  | Q    |
| 2         | József Kovács             | Ungheria    | 54"8  | Q    |
| 3         | Giuseppe Russo            | Italia      | 54"8  |      |
| 4         | Werner Christen           | Svizzera    | 56"3  |      |

### Finale
| Pos.    | Nome                      | Nazionalità | Tempo | Note                  |
| ------- | ------------------------- | ----------- | ----- | --------------------- |
| Oro     | Prudent Joye              | Francia     | 53"1  | Record dei campionati |
| Argento | József Kovács             | Ungheria    | 53"3  |                       |
| Bronzo  | Kell Areskoug             | Svezia      | 53"6  |                       |
| 4       | Georg Glaw                | Germania    | 54"2  |                       |
| 5       | Friedrich-Wilhelm Holling | Germania    | 54"6  |                       |
| 6       | Werner Kellerhals         | Svizzera    | 55"0  |                       |